# Geoffroy Lequatre
Geoffroy Lequatre (Pithiviers, 30 juni 1981) is een Frans voormalig wielrenner, beroeps van 2004 tot 2013. Hij reed als knecht bij onder meer Crédit Agricole, Cofidis en Team RadioShack. 
Na tien jaar professioneel wielrenner te zijn geweest, besliste Lequatre begin 2014 op 32-jarige leeftijd te stoppen met wielrennen, omdat hij geen nieuw team gevonden had. Hij hield zich vanaf dan vooral bezig met zijn eigen kledinglijn, gekend onder het merk G4, dat hij in 2010 reeds ontworpen had. Zijn kledingmerk werd vooral bekend doordat de renners van Cannondale zijn kledij droegen.

## Belangrijkste overwinningen
2008
- Eindklassement Ronde van Groot-Brittannië

## Resultaten in voornaamste wedstrijden
| Jaar | Ronde van Italië | Ronde van Frankrijk | Ronde van Spanje |
| ---- | ---------------- | ------------------- | ---------------- |
| 2004 |                  |                     |                  |
| 2005 |                  |                     |                  |
| 2006 |                  |                     | 103e             |
| 2007 |                  | opgave              | 98e              |
| 2008 |                  | 85e                 |                  |
| 2009 |                  | 64e                 |                  |
| 2010 |                  |                     |                  |
| 2011 |                  |                     | 110e             |
| 2012 |                  |                     |                  |

| Jaar | Milaan-San Remo | Gent-Wevelgem | Ronde van Vlaanderen | Parijs-Roubaix | Amstel Gold Race | Luik-Bast.‑Luik | Bretagne Classic |  | WK op de weg |
| ---- | --------------- | ------------- | -------------------- | -------------- | ---------------- | --------------- | ---------------- |  | ------------ |
| 2004 |                 |               |                      | opgave         |                  |                 | 18e              |  |              |
| 2005 |                 | 57e           | opgave               | buit.tijd      |                  |                 |                  |  |              |
| 2006 |                 |               |                      | opgave         |                  |                 |                  |  |              |
| 2007 |                 |               |                      |                |                  |                 |                  |  |              |
| 2008 |                 |               |                      | 82e            |                  |                 | 9e               |  | 71e          |
| 2009 |                 |               |                      |                |                  | opgave          |                  |  |              |
| 2010 | 14e             | 58e           | 80e                  | buit.tijd      |                  |                 | 145e             |  |              |
| 2011 | 49e             | 37e           | 93e                  |                | 55e              |                 |                  |  |              |
| 2012 |                 |               |                      |                |                  |                 | 19e              |  |              |